# Luka (brazylijska piosenkarka)

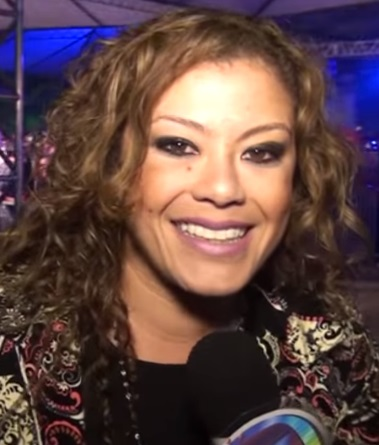
Luka w Święto Radości 2013 r. w Porto Alegre

Luciana Karina Lima, znana jako Luka (ur. 1979 w Porto Alegre) – brazylijska piosenkarka.

## Dyskografia

### Albumy
- 2003: Porta Aberta
- 2006: Sem Resposta
- 2009: O próximo Trem

### Single
| Rok  | Singel                             | Hot100Brasil | Album          |
| ---- | ---------------------------------- | ------------ | -------------- |
| 2003 | „Tô Nem Aí”                        | 1            | Porta aberta   |
| 2003 | „Porta aberta”                     | 6            | Porta aberta   |
| 2004 | „Difícil Pra Você”                 | 14           | Porta aberta   |
| 2004 | „Te Amaré”                         | –            | Porta aberta   |
| 2006 | „Sem Resposta”                     | 11           | Sem Resposta   |
| 2006 | „A Aposta”(Sérgio Moah)            | 66           | Sem Resposta   |
| 2006 | „Quando Você Passa”                | –            | Sem Resposta   |
| 2007 | „Tem Que Ser Diferente”(Vide Bula) | –            | Sem Resposta   |
| 2009 | „Pelo Espelho”                     | –            | O próximo Trem |